# Rosmolen van De Hoev
De Rosmolen van De Hoev is een replica van een rosmolen, die zich bevindt op het ecologisch volkstuincomplex De Hoev aan Hoeveweg 10 te Zonhoven in de Belgische provincie Limburg.
De molen, van het type buitenrosmolen, werd gebouwd in 2013 en in 2014 in bedrijf gesteld. Ze werd gebouwd door molenbouwer Eric Verleene. Er wordt spelt in gemalen en er worden regelmatig demonstraties mee gegeven,